# 細野不二彥
細野不二彥（日语：／ Hosono Fujihiko，1959年12月2日—），日本漫畫家。男性。出身於東京都大田區。慶應義塾高等學校、慶應義塾大學經濟學院畢業。
1995年，《真相之眼》、《KO太郎》都獲得第41屆小學館漫畫獎青年一般部門的獎項。

## 來歷
大學時代起就活躍於「Studio Nue」。1979年，就讀大學期間，以《Crusher Joe》（高千穗遙原作的改編漫畫）刊登在《漫畫少年》（朝日Sonorama）出道。本來是一次發表，但由於受到好評而繼續進行。
1980年，以第一次在《週刊少年Sunday》亮相。1980年代前半，作為小學館的新人漫畫家，發表了《猿飛小忍者》、《秀逗博士》及《Gu-Gu甘莫》等擅長描寫美少女的喜劇作品。《猿飛小忍者》和《Gu-Gu甘莫》的電視動畫都在富士電視台星期日黃金時段播出。
1980年代後半以降開始在青年漫畫雜誌發表，推出《紅不讓先生》、《KO太郎》、《真相之眼》、《雙面魔術師》及《電波之城》等熱門作品。其風格有很大的變化，像手塚治虫和石之森章太郎那樣說書人的性格變得更加強烈，因此作為漫畫家涵蓋了廣泛的流派，還有同步連載，所以作品數量和工作量都非常大。
1991年《黑暗判官》發行OVA，2005年《真相之眼》電視動畫於東京電視台系列播放。此外，1991年遊戲《拉格朗日點》（KONAMI）和1997年的《GRANDREAD》（萬普）皆請他負責進行人物設計。
2012年3月14日上漫畫家訪談節目《漫画元氣發動計劃》第12回至第15回，講述漫畫創作背後的故事。
2017年至2019年，睽違33年連載早期代表作《猿飛小忍者》續篇《猿飛小忍者G》。

## 逸事
慶應義塾高中就讀期間，與河森正治（機械設計師、動畫導演）、美樹本晴彥（漫畫家、人物設計師）、大野木寬（編劇）組成小組繪畫。他們每個人在插畫方面都有自己的特長，但細野是一個勤奮的人，有著天才的繪畫能力，他什麼都能畫。當時他的繪畫風格與石川賢相似，但在被告知要成為專業人士之前，必須徹底改變自己的風格。因此，從他專業出道到1990年代初期，被評價為擅長用簡潔線條描繪美少女的作家，但在1990年代中期成為青年漫畫雜誌的說書人之後，他再次利用那粗獷的線條，轉變為有張力感的畫風。
在1985年的《搞怪拍檔》曾經負責動畫版的制服設計。一定程度上參考了原著小說的設定和安彥良和的封面和插圖。
在島本和彥的自傳漫畫《青之焰》中，主人公本能想出了「很酷的畫風搞笑作劇」的風格而欣喜若狂，但當他讀到細野首次在《週刊少年Sunday》的時，卻感到震驚而繪製的逸事。岡田斗司夫解釋說「自細野不二彥出現以來，『能夠畫出可愛的女孩嗎』幾乎成為新人漫畫家的絕對要求」。
2021年，細野寫了一部回顧自己出道的自傳作品《1978年的漫畫虫》。作品中的主人公名為「細納（さいの）不二雄」，講述了與大學好友及在Studio Nue的前輩們的互動、對漫畫的熱愛和成為漫畫家的奮鬥，以及身為家裡長子的職責。

## 作品列表

### 漫畫

#### 連載
- —《週刊少年Sunday》（1980年24號—28號）
- 猿飛小忍者（日语：さすがの猿飛）—《少年Sunday增刊（日语：週刊少年サンデー超）》（1980年—1984年）
- 秀逗博士—《週刊少年Sunday》（1981年—1982年）
- Gu-Gu甘莫（日语：Gu-Guガンモ）—《週刊少年Sunday》（1982年—1985年）
- 花三四郎—《少年Sunday增刊》（1985年，未完）
- 東京偵探團（日语：東京探偵団）—《少年Big Comic（日语：少年ビッグコミック）》（1985年—1987年）→《Young Sunday》（1987年創刊號—8號）
- —《週刊少年Sunday》（1985年—1986年）
- —《Big Comic Spirits》（1986年，不定期連載）
- —《週刊少年Sunday》（1987年1號—31號）
- 單車少年—《Young Sunday》（1987年—1992年）
- 黑暗判官（日语：ジャッジ (漫画)）—《ACTION BROTHER》（1987年—1989年）→《COMIC ACTION CHARACTER》（1990年—1991年）
- —《Big Comic Spirits》（1988年，不定期連載）
- BLOW UP！（日语：BLOW UP!）—《Big Comic Superior》（1988年21號—1989年19號）
- 生化獵人（日语：バイオ・ハンター）—《月刊Comic Burger》（1989年—1990年）
- —《Big Comic Spirits》（1989年—1991年）
- 上班嬌嬌女—《月刊Comic Burger》（1991年—1993年）
- 紅不讓先生—《Big Comic Superior》（1991年—1996年）
- —《小學三年級（日语：小学館の学年別学習雑誌）》（1991年）
- —《小學三年級》（1992年）
- 熱拳武藏—《月刊少年Captain（日语：月刊少年キャプテン）》（1992年—1993年）
- KO太郎（日语：太郎 (漫画)）—《週刊Young Sunday》（1992年12號—1999年41號）
- 真相之眼[10]—《Big Comic Spirits》（1994年—2005年、2012年、2016年）、《Big Comic增刊號（日语：ビッグコミック増刊号）》（2017年—連載中）
- —《Big Comic》（1996年—1998年）
- S.O.S幽靈跟蹤者（日语：S.O.S (漫画)）—《漫畫ACTION》（1999年—2000年）
- —《Big Comic》（1999年—2000年）
- 驅邪公主—《Ultra Jump》（2000年，不定期連載）
- Cat. Walker 貓走路偵探社—《週刊漫畫Goraku（日语：週刊漫画ゴラク）》（2001年—2002年，不定期連載）
- —《週刊Young Sunday》（2001年52號—）
- THE SLEEPER—《月刊Sunday Gene-X》（2000年—2002年）
- 雙面魔術師（日语：ダブル・フェイス）—《Big Comic》（2003年—2011年）
- 黑暗之亂破（日语：ヤミの乱破）—《Evening》→《moae》（2003年8號—2006年1號、2012年8號—2014年2月25日時間發佈）
- 電波之城（日语：電波の城）—《Big Comic Spirits》（2006年1號—2014年2·3合併號）
- —原作擔當、漫畫：信濃川日出雄（日语：信濃川日出雄），《月刊Hero's》（2013年1月號—2015年2月號，不定期連載）
- 姬宅（日语：ヒメタク）—《漫畫ACTION》（2014年15號—2016年3月1日號，全2冊）
- 商人道—《Big Comic Spirits》（2014年30號—2015年32號）
- —《Big Comic》（2014年21號—2016年23號）
- —《Big Comic》（2017年4號—2020年21號）
- 猿飛小忍者G（日语：さすがの猿飛）—《月刊Hero's》（2017年7月號—2019年10月號）[注 5]
- 1978年的漫畫虫—《Big Comic Original增刊號（日语：ビッグコミックオリジナル増刊）》（2021年5月號—2022年11月號）
- —《Piccoma》→《Comic DAYS（日语：コミックDAYS）》[11]（2021年4月—2022年9月[12]）[注 6]）
- 惡魔人外傳 -人間戰記-—原作：永井豪、漫畫擔當，《月刊Young Magazine（日语：月刊ヤングマガジン）》（2023年2號[13]—7號[14]）[注 7]
- 泡沫武士—《Big Comic》（2023年8號[15]—）
- —《Big Comic Original》（2024年17號[16]—）[注 8]

#### 短篇
- Crusher Joe（日语：クラッシャージョウ）—《漫畫少年（日语：マンガ少年）》（1979年4、5、9月號，全2話）[注 9]
- —《S-F Magazine（日语：S-Fマガジン）》（1979年10月號）
- —《少年Big Comic（日语：少年ビッグコミック）》（1983年）
- KARUBI！千鈞一髮—《少年Magazine》（1988年43號）[注 10]
- —《快樂快樂月刊》（1990年5月號）
- 紅不讓先生RETURNS—《Big Comic Superior》（1998年）[注 11]
- 真相之眼ANNEX—《Big Comic Spirits增刊號ManPuku》（1998年）[注 12]
- —《Big Comic》（2001年，不定期發表）[注 13]
- 真相之眼CATS（2016年）[注 14]
- 真相之眼特別篇 國寶G-MEN的憂鬱—《Big Comic增刊號》（2018年10月號）[注 15]
- —《Big Comic增刊號（日语：ビッグコミック増刊号）》（2016年12月17日號）[注 16]
- —《Young King BULL》（2019年9月號[17]、2020年9月號[18]）[注 17]
  - —《Young King BULL》（《Young King BULL》2022年9月號[19]）[注 18]
  - —《Young King BULL》（2023年2月號[20]）[注 19]
- 白×墨—《Big Comic》（2020年24號—2021年1號）
- —《Big Comic》（2023年1號[21]、2023年2號[22]）—前後篇
- —《Big Comic Original》（2023年24號[23]）—同雜誌「創刊50週年超BIG短篇第4彈」作品[23]。

### 短篇集
- 《細野不二彥短篇集》，小學館，2014年7月30日[24]
- 《細野不二彥短篇集2》，小學館，2016年11月30日[25]
- 《細野不二彥短篇集3》，小學館，2018年9月28日[26]
- 《細野不二彥初期短篇集 A面》，小學館，2021年5月28日[27]
- 《細野不二彥初期短篇集 B面》，小學館，2021年5月28日[28]

### 其它
- Crusher Joe（日语：クラッシャージョウ）（1983年，松竹富士（日语：松竹富士）系，電影動畫）—特別設計（Night Walker）
- 搞怪拍檔（1985年，日本電視網）—制服設定
- 拉格朗日點（Famicom 1991年，KONAMI）—人物設定
- GRANDREAD（日语：グランドレッド）（Sega Saturn 1997年，萬普）—人物設定

## 助手
- 高田裕三[29]
- 中津賢也[30]
- 旭凛太郎[31]
- [32]
- 並木洋美（日语：並木洋美）[來源請求]
- 一色登希彥（日语：一色登希彦）[33]

## 腳註

## 外部連結
- "細野不二彦" - 搜索 Google 圖書